# Наглёйнгын (мыс)
Наглёйнгын (Наглёйнын, Нгаглёйнын, Безымянный,  чук. Ныглёйӈын) — мыс в России, на западном берегу Чаунской губы восточной части бассейна Восточно-Сибирского моря, к востоку от одноимённой горы и полуострова Кыттык, к югу от важного арктического порта Певек, к северу от устья рек Тъэюкууль и Ытыккуульвеем. Наивысшая точка 134 м над уровнем моря. Административно входит в состав Чаунского района Чукотского автономного округа.
Название в переводе с чукотского языка Ныглёйӈын — «зимняя кухлянка» от ныглён — «тёплая кухлянка из зимней шкуры оленя» и -йӈын — увеличительно-пренебрежительного суффикса. Название мыс получил от горы, которая формой напоминает человека в громоздкой меховой одежде.
Восточнее по Чаунской губе ранее проходил ледовый автозимник из Певека в Бараниху. Северо-западнее расположено национальное чукотское село Айон.

## Порт на мысе Наглёйнгын
К 2025 году на мысе Наглёйнгын планируют построить морской порт (терминал), через который казахстанская добывающая компания KAZ Minerals будет отгружать в Китай медь. Также запланировано строительство дороги к мысу от месторождения «Песчанка», где компания KAZ Minerals будет вести добычу золота. Для энергоснабжения Баимского горно-обогатительного комбината (ГОК) рассматривается строительство газовой компанией «Новатэк» плавучей электростанции на сжиженном природном газе (СПГ-станции) мощностью 356 МВт или строительство ГК «Росатом» атомной станции малой мощности на базе четырех модернизированных плавучих энергоблоков суммарной мощностью 360 МВт, в порту мыса Наглёйнгын. Управлять СПГ-станцией после её запуска будет энергетическая компания «Русгидро». Также запланировано строительство ЛЭП Наглёйнгын — Песчанка протяженностью 430 км. Баимский ГОК должен выпускать 9,5 млн тонн меди и 16,5 млн унций золота. Запуск запланирован на 2024 год. Строительство угрожает оленьим пастбищам сёл Айон и Рыткучи.